# جان ميشال مونين
جان ميشال مونين (بالفرنسية: Jean-Michel Monin)‏ مواليد 7 سبتمبر 1967 في أرجنتوي، هو دراج فرنسي في صنف سباق الدراجات على المضمار. شارك في دورة الألعاب الأولمبية الصيفية وفاز بميدالية أولمبية.

## روابط خارجية
- جان ميشال مونين على موقع أرشيف الدراجات (الإنجليزية)
- جان ميشال مونين على موقع إحصائيات الدراجات الإحترافية (الإنجليزية)
- جان ميشال مونين على موقع CycleBase (الإنجليزية)
- جان ميشال مونين على موقع أوليمبيديا (الإنجليزية)